# Cornish Riviera Express
El Cornish Riviera Express (Exprés Riviera de Cornualles), también conocido como The Limited, es un tren de pasajeros expreso británico que desde 1904 circula entre la Estación de Paddington (en Londres) y la de Penzance (en Cornualles). Introducido por el Great Western Railway, el nombre Cornish Riviera Express se ha aplicado ininterrumpidamente al tren expreso de la última hora de la mañana que desde su creación ha circulado entre Londres y Penzance.
La denominación ha pervivido a los cambios de titularidad del servicio, manteniéndose durante la nacionalización que dio origen a British Rail y durante la privatización que supuso la creación de la compañía First Great Western. El servicio solo se suspendió brevemente durante las dos guerras mundiales. El nombre también se aplica al tren expreso de última hora de la mañana que circula en dirección opuesta desde Penzance hasta Londres. A través de la popularidad del servicio y de la publicidad, el Cornish Riviera Express se ha convertido en uno de los trenes con nombre propio más famosos del Reino Unido, y es particularmente conocido por la publicidad empleada por el Great Western Railway en la década de 1930, que lo elevó a un estatus icónico. En la década de 2020 está siendo operado por la compañía Great Western Railway.

## Historia
... seguramente no [existe] un tren... al que la palabra romance podría aplicarse más acertadamente que al Limited
O. S. Nock; The Limited

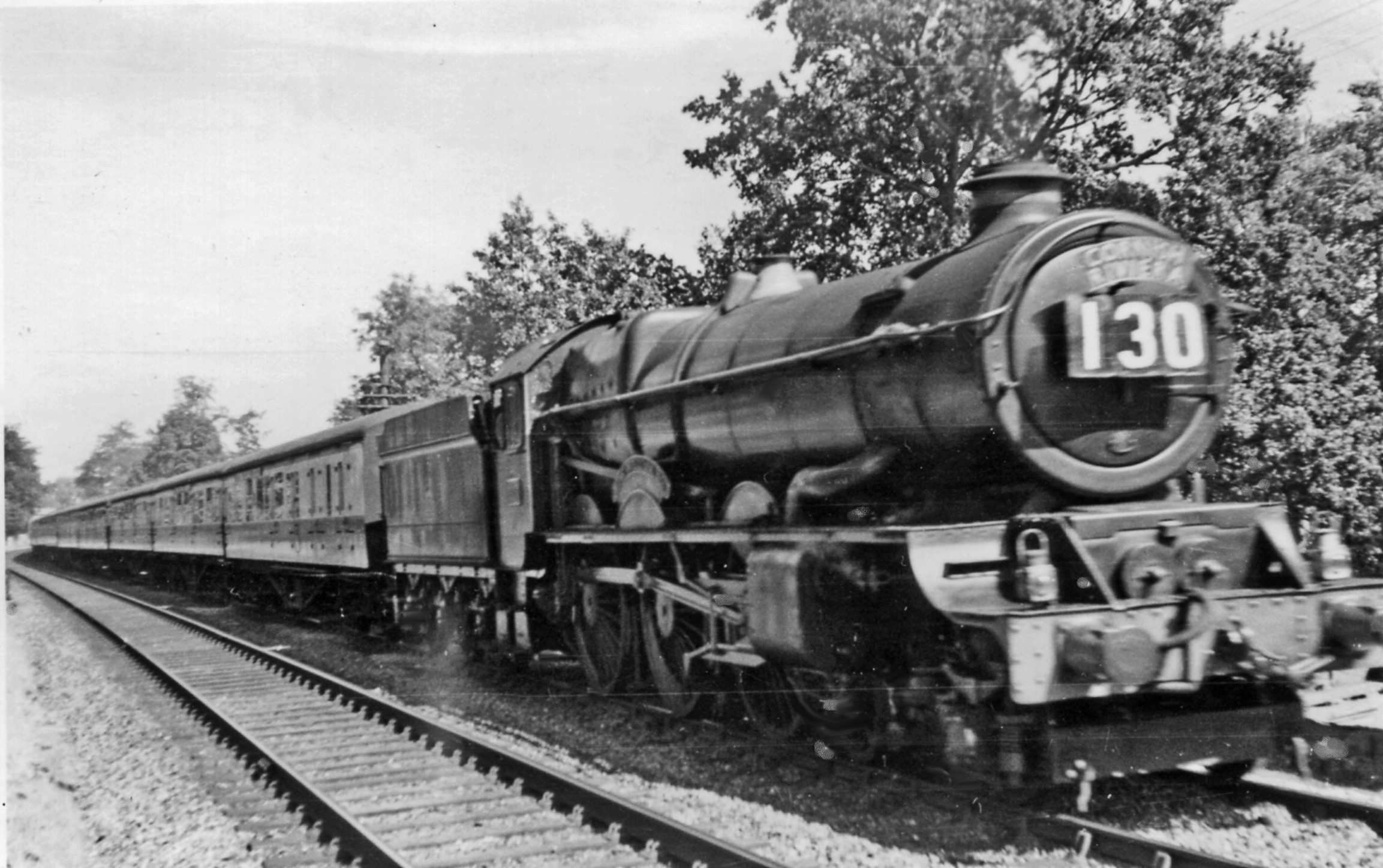
Locomotora 6007 King William III en Wellington Bank al frente del Cornish Riviera en dirección oeste (agosto de 1954)

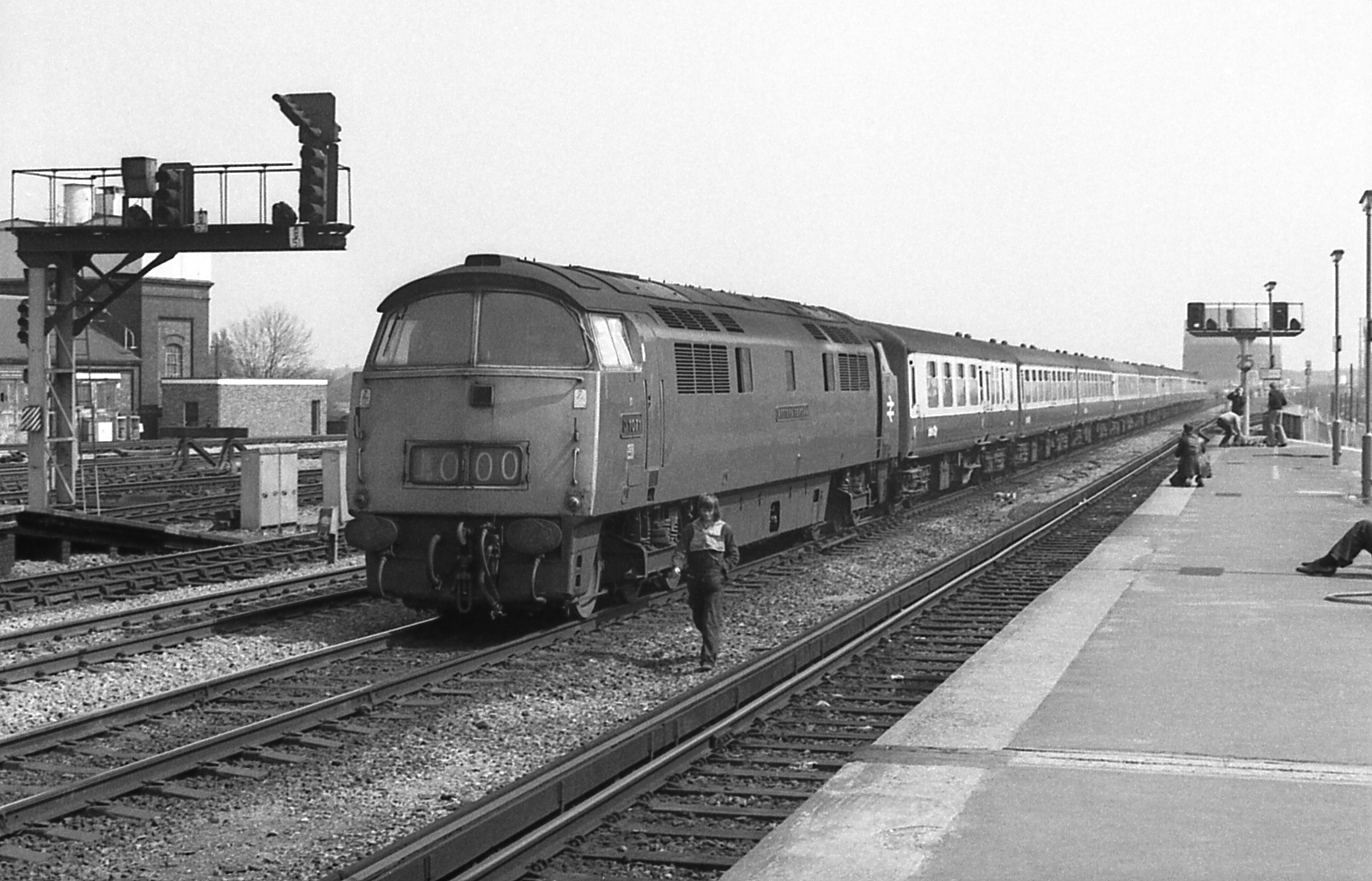
1071 Western Renown en Reading con el Cornish Riviera en dirección oeste (abril de 1976)

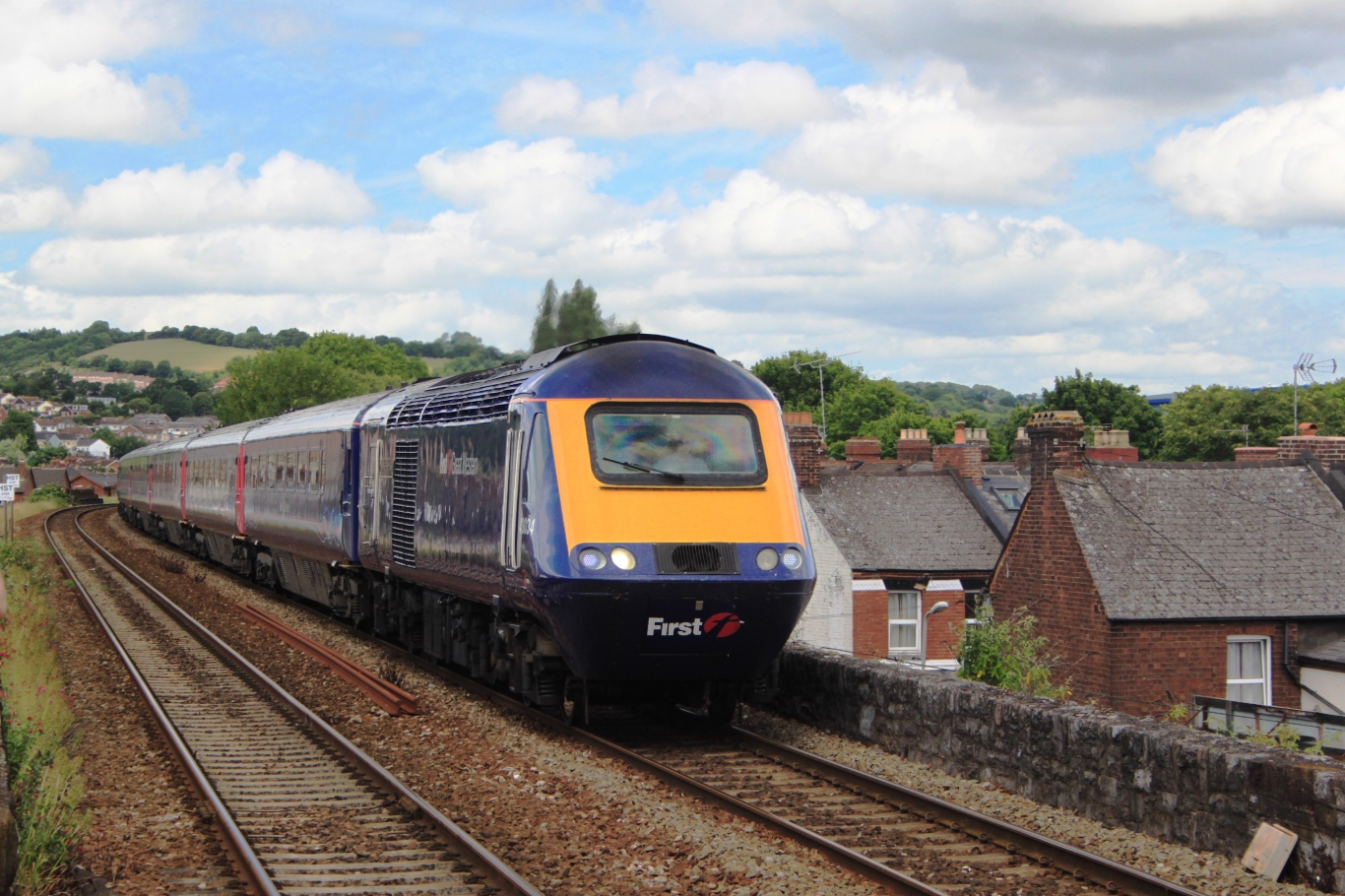
Primer tren de alta velocidad Great Western remolcando el Cornish Riviera en dirección oeste en Exeter St Thomas (julio de 2015)

Los trenes directos de Paddington a Penzance comenzaron a funcionar el 1 de marzo de 1867 e incluían servicios rápidos como el Cornishman de las 10:15 y el Flying Dutchman de las 11:45, pero aún tardaban nueve horas o más en realizar el viaje. En los primeros años del siglo XX hubo una gran competencia entre el Great Western Railway (GWR) y el Ferrocarril de Londres y del Suroeste (LSWR) por el tráfico ferroviario entre Londres y Plymouth. La ruta del LSWR a través de Salisbury era 15 millas más corta que la del GWR a través de Brístol, pero para contrarrestar esta circunstancia, el GWR comenzó a funcionar sin paradas hasta Exeter, lo que proporcionó la base de un plan para un tren rápido a Plymouth y Penzance.
El GWR promovió un nuevo servicio expreso con paradas limitadas a partir del 1 de julio de 1904. Salía de Londres a las 10:10 y estaba programado para llegar a Penzance a las 17:10, alcanzando Plymouth en 4 horas y 25 minutos, lo que suponía un recorte de 28 minutos con respecto al servicio anterior más rápido. Transportaba seis vagones a Penzance, incluido un vagón restaurante, y un vagón más para Falmouth que se separaba en Truro y luego se agregaba a otro tren para completar su viaje. Se realizaban otras paradas en Plymouth North Road, Gwinear Road (para el ramal de Helston) y St Erth (para el ramal de St Ives). El tren de regreso de Penzance partía a las 10:00 y también hacía escala en Devonport.
Se anunció un concurso público en la edición de agosto de 1904 de la Revista Ferroviaria para elegir el nombre, siendo el premio para el ganador de tres guineas (3,15 libras). Entre las 1.286 propuestas recibidas había dos sugerencias, The Cornish Riviera Limited y The Riviera Express, que se combinaron como The Cornish Riviera Express, aunque los ferroviarios tendían a llamarlo The Limited.
Durante los primeros dos años, el nuevo tren funcionó solo durante el verano, pero a partir de la tercera temporada pasó a dar servicio durante todo el año. Con la apertura de una ruta 20 1⁄4 millas más corta a lo largo del Ferrocarril de Langport y Castle Cary en 1906, era posible que el tren saliera veinte minutos más tarde desde Paddington y aun así llegara a Penzance a la misma hora que antes, y se introdujeron al mismo tiempo los nuevos coches de viajeros de 68 pies (21 m) de largo unidos entre sí con fuelles. Se agregaron coches de deriva adicionales para soltarlos del tren en movimiento en varias estaciones, con el fin de atender destinos de vacaciones como Weymouth, Minehead, Ilfracombe y Newquay, y el tren comenzó a funcionar sin parar hasta Newton Abbot, donde se agregaba una locomotora auxiliar para subir las rampas situadas en las laderas de Dainton y Rattery al sur de Dartmoor, que presentaban las pendientes más fuertes de la línea. A mediados de la Primera Guerra Mundial, el tren había crecido hasta alcanzar los 14 coches, llegando incluso a circular en dos partes los sábados de verano, pero el tren se suspendió en enero de 1917 como medida económica en tiempos de guerra.
El funcionamiento de The Limited se reanudó en el verano de 1919, aunque con un límite de velocidad general de 60 millas por hora (96,6 km/h) que todavía estaba vigente, y no fue hasta el otoño de 1921 cuando se restablecieron los tiempos de recorrido de antes de la guerra. En 1923 se dispusieron nuevos vagones con carrocería de acero y, lo que es más importante, se introdujeron las locomotoras de la Clase Castle, anunciadas como las "locomotoras más potentes de Gran Bretaña". Esto permitió que el tren viajara a Plymouth sin la necesidad de detenerse para conectar una locomotora adicional de refuerzo. El uso de coches de deriva (diseñados para ser desenganchados en marcha) mantuvo la carga por debajo del límite de 310 toneladas para la Clase Castle. Sin embargo, la preeminencia de las locomotoras de la Clase Castle no duró mucho, ya que en 1926 la Clase Lord Nelson del Ferrocarril del Sur las superó en esfuerzo de tracción, por lo que se desarrolló la Clase King, particularmente teniendo en cuenta los pesados trenes de vacaciones que debían circular hacia el oeste del país. Su introducción a partir de 1927 permitió que la llegada a Plymouth alcanzara la marca de las 4 horas, aunque el aumento de peso de estas locomotoras impidió su uso en Cornualles. A la Clase King también se le permitió una carga máxima aumentada hasta 360 toneladas entre Newton Abbot y Plymouth; ya que por encima de esta carga, se requería una parada para añadir una locomotora auxiliar.
En 1935, el servicio recibió nuevos coches de viajeros con la forma de los vagones anchos del Centenario (de 9 pies 7" (2.9 m) de anchura), pero también se produjeron algunos otros cambios significativos hasta la Segunda Guerra Mundial. Al estallar la guerra, todos los trenes hacia el West Country debían viajar a través de Brístol, y la salida del Cornish Riviera se trasladó a las 14:35, aunque este cambio solo duró hasta octubre, cuando la hora de salida volvió a las 10:30, con Exeter como la primera parada.
Para el verano de 1941, parecía que medio país estaba disfrutando sus (breves) vacaciones en el West Country, y el Cornish Riviera se dividía en cinco secciones, con destino a Penzance, St Ives, Paignton, Kingswear y Newton Abbot respectivamente. Irónicamente, el Limited funcionó durante toda la guerra, pero fue cancelado en el invierno de 1946/47 debido a la escasez de carbón, y el servicio no se restableció hasta el verano siguiente. No obstante, en el horario de verano de 1952, el recorrido sin escalas se había extendido a Truro, a 279 millas (449 km) de Paddington, aunque el horario mostraba una parada de 4 minutos en Newton Abbot con el fin de enganchar una locomotora auxiliar para remontar las rampas de South Devon Banks y una parada similar en Devonport para cambiar la locomotora, ya que las máquinas de la clase King no estaban permitidas sobre el puente Royal Albert. Los horarios anteriores a la Segunda Guerra Mundial no se recuperaron hasta el otoño de 1955, momento en el que se nacionalizaron los ferrocarriles y se publicó el Plan de Modernización de 1955. El 11 de junio de 1956 se introdujeron en el servicio los coches de color chocolate y crema.
El servicio se dieselizó a finales de la década de 1950. Las locomotoras D1000 Western diésel-hidráulicas introducidas en 1964 podían mantener el tiempo de recorrido de cuatro horas a Plymouth incluso con un tren de 500 toneladas y una parada adicional en Taunton. Otros recortes en el tiempo hicieron que el viaje a Plymouth se programara en 3 horas y 35 minutos antes de que las Western se retiraran en 1977 para ser reemplazadas por máquinas diésel-eléctricas de la Clase 50, que transportaban coches Mark 2d/e/f con aire acondicionado. Estos trenes fueron a su vez reemplazados en otoño de 1981 por unidades Intercity del tipo HST.
Desde su privatización, el servicio ha sido operado por Great Western Railway, que todavía utiliza los trenes de la serie HST. En septiembre de 2016, el Cornish Riviera salía a las 10:06 desde Paddington, y retornaba a las 08:44 desde Penzance. Ahora sigue el patrón de paradas básico de otros servicios de Londres a Penzance, que se detienen en la mayoría de las estaciones de Cornualles.

## Material tractor
Los primeros trenes fueron operados por locomotoras de vapor de la Clase City 4-4-0, incluida la 3433 City of Bath, que trabajó en el tren de demostración especial el 30 de junio de 1904, que remolcó los coches de viajeros listos para el primer tren disponible para el público al día siguiente. En los primeros días, la locomotora compuesta francesa 4-4-2 102 La France también se utilizó en el Cornish Riviera. Después de esto, con el aumento del peso de los trenes, el servicio fue operado preferentemente por locomotoras más grandes de dos cilindros 4-6-0 de la Clase Saint.
En 1907 se introdujeron las máquinas 4-6-0 de cuatro cilindros Clase Star más potentes, que a su vez fueron reemplazadas por las de la Clase Castle 4-6-0 en 1924. Las locomotoras generalmente se cambiaban en Plymouth, y una locomotora local remolcaba el tren a través de Cornualles: una de la Clase City o Duke o posterior, o una de la Clase Hall 4-6-0. En 1927, el tren pasó a ser responsabilidad de las nuevas locomotoras de la Clase King 4-6-0, pero eran demasiado pesadas para cruzar el puente Royal Albert hacia Cornualles. En 1952, las máquinas BR Clase Britannia 4-6-2 trabajaron remolcando el tren al oeste de Plymouth durante un breve período.
En varias ocasiones otras locomotoras han sido probadas en esta exigente línea. La LNER Clase A1 4-6-2 4474 Victor Wild se sometió a prueba en 1925 como parte de los intercambios de locomotoras entre el GWR y el LNER, pero manteniendo el tiempo de recorrido, la locomotora usó mucho más carbón que la 4074 Caldicot Castle. Posteriormente, en 1948 y 1955, las ex-LMSR Clase Princess Coronation 4-6-2 se probaron de manera similar. En esta segunda ocasión la locomotora fue la 46237 City of Bristol. En 1956, las máquinas de la Clase King se retiraron temporalmente del servicio para realizar una serie de modificaciones, y su lugar fue ocupado en el Cornish Riviera por la ex-LMSR Princess Royal; y por cuatro máquinas del tipo Princess Coronation Clase 4-6-2 (46207 Princess Arthur of Connaught; 46210 Lady Patricia; 46254 City of Stoke-on-Trent; y 46257 City of Salford).
A principios de la década de 1950, una locomotora de la clase King era la fuerza motriz normal de The Limited entre Paddington y Plymouth, aunque la llegada de las locomotoras BR Standard Britannia más modernas hizo que también se utilizaran en la línea.
En 1958 se introdujo la tracción diésel en The Limited, empleándose locomotoras del tipo D600 Warship. Sin embargo, estas máquinas no eran lo suficientemente fiables, y las D800 Warship comenzaron a trabajar en la línea en 1960, aunque las D600, estacionadas en Plymouth Laira y restringidas en su alcance, aún podían verse remolcando el tren en Cornualles hasta 1961. Las locomotoras D1000 Western se hicieron cargo del tren en 1964, pero las D800 regresaron en 1968-1970 trabajando en parejas. Las locomotoras de la línea de Cornualles no estaban equipadas para proveer al tren de calefacción eléctrica y, por lo tanto, fueron reemplazadas por máquinas de la Clase 50 cuando se introdujeron los vagones Mark 2 con aire acondicionado en 1975 y, aunque inicialmente no tenían denominación propia, pronto se les dieron nombres de buques de guerra, algunos de los cuales ya habían sido utilizados por locomotoras anteriores. Las máquinas diésel-eléctricas de la Clase 47 también aparecieron de vez en cuando en la línea a lo largo de la década de 1970.
El último tren Cornish Riviera remolcado por una locomotora funcionó el 5 de agosto de 1979, encabezado por la máquina de la Clase 50 50 039 Implacable. Los trenes de alta velocidad se introdujeron en el servicio al día siguiente, aunque los trenes de refuerzo en verano (que generalmente circulaban antes que el tren principal para atender la demanda adicional de pasajeros) todavía estaban formados por material remolcado con una locomotora Clase 50 (o similar) hasta 1983. Hasta 2018, los HST continuaron utilizándose con muy pocos cambios en la duración del recorrido, a pesar de la inclusión de un coche adicional en la década de 1990 y con nuevos motores instalados. En 2018 fueron reemplazados por trenes de la Clase 802.

## Placas nominales
El diseño de la placa de identificación de las máquinas diésel de 1958 se basó en la placa de identificación del Cornish Riviera Limited, y fue ideado en 1957 por Tom Stanton, de 26 años, miembro de la Oficina de Delineación de Swindon.

## Horarios
Estos horarios dan una idea de cómo han cambiado la velocidad y los puntos de parada del tren a lo largo de los años. Los horarios son para el servicio de Londres a Penzance de lunes a viernes. No se incluyen los coches de deriva y otras partes separadas del tren principal.
| Fecha                            | Jul 1904    | Oct 1920     | Sep 1939      | 1959     | Sep 1986 | Dic 2019 |
| -------------------------------- | ----------- | ------------ | ------------- | -------- | -------- | -------- |
| Locomotora habitual              | City & Duke | Star & Mogul | King & Castle | Warship  | HST      | IET      |
| Estación de Paddington (Londres) | 10:10       | 10:30        | 10:30         | 10:30    | 10:50    | 10:04    |
| Reading                          | — —         | — —          | — —           | — —      | — —      | 10:29    |
| Taunton                          | — —         | — —          | — —           | 12:47    | — —      | 11:46    |
| Exeter St Davids                 | — —         | — —          | 13:20         | 13:22    | 12:50    | 12:15    |
| Newton Abbot                     | — —         | — —          | — —           | — —      | — —      | 12:35    |
| Totnes                           | — —         | — —          | — —           | — —      | — —      | 12:47    |
| Plymouth North Road              | 14:37       | 14:53        | 14:35         | 14:45    | 13:50    | 13:20    |
| Devonport                        | — —         | 15:00        | — —           | — —      | — —      | — —      |
| Liskeard                         | — —         | — —          | — —           | — —      | 14:17    | 13:44    |
| Bodmin Road (*)                  | — —         | — —          | — —           | — —      | 14:30    | 13:57    |
| Par                              | — —         | — —          | 15:33         | 15:44    | 14:40    | 14:07    |
| St Austell                       | — —         | — —          | — —           | — —      | 14:48    | 14:14    |
| Truro                            | 16:14       | 16:20        | 16:06         | 16:13    | 15:06    | 14:32    |
| Redruth                          | — —         | — —          | — —           | 16:33    | 15:19    | 14:44    |
| Camborne                         | — —         | — —          | — —           | — —      | 15:25    | 14:51    |
| Gwinear Road (§)                 | 16:46       | 16:52        | 16:35         | cerrada  | cerrada  | cerrada  |
| St Erth                          | 16:56       | 17:04        | 16:45         | 16:51    | 15:35    | 15:01    |
| Penzance                         | 17:10       | 17:15        | 17:00         | 17:05    | 15:46    | 15:10    |
| Tiempo de viaje                  | 7hr 00 m    | 6hr 45 m     | 6hr 30 m      | 6hr 35 m | 4hr 56 m | 5hr 06 m |

(*) Ahora llamado Bodmin Parkway

(§) Cerrado el 5 de octubre de 1964
En la década de 1920, el número máximo de vagones para un tren individual era de 14, lo que daba un peso bruto total de 520 a 530 toneladas, que se reducía durante el viaje a medida que se liberaban en marcha los vagones. El número de coches se reducía durante el horario de verano, ya que el Cornish Riviera Express funcionaba dividido en dos trenes.

## Publicidad

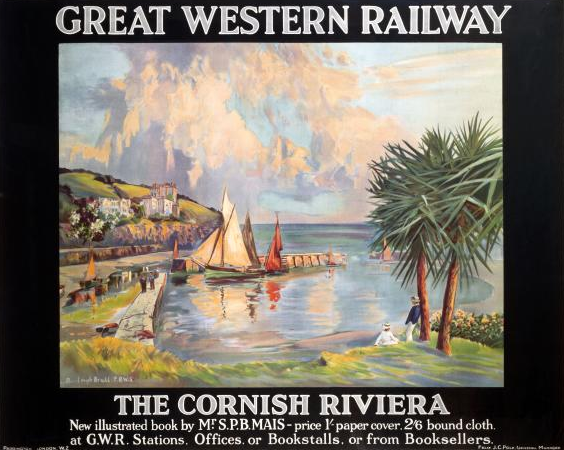
Póster obra de Louis Burleigh Bruhl (1928)

Además del Cornish Riviera Express, el Great Western Railway promocionó la "Cornish Riviera" de otras formas. Una campaña de carteles con el lema Vea su propio país primero, comparaba el clima con el de Italia e incluía mapas de Cornualles y de la costa mediterránea organizados para mostrar la similitud de ambos lugares. También se produjeron postales que mostraban vistas locales y un mapa de la "Riviera de Cornualles".
Se publicó una serie de libros titulada The Cornish Riviera. Se editó un libro de 152 páginas en 1904 (el primero publicado por la compañía ferroviaria), escrito por A. M. Broadley y revisado varias veces, con un total de cinco ediciones publicadas hasta 1926. También se produjo un folleto abreviado de 36 páginas para su distribución gratuita en el extranjero. En 1928 apareció por primera vez una nueva versión del libro, escrita por S. P. B. Mais, con ediciones revisadas publicadas en 1929 y 1934. En 1928 se publicó un cartel con una pintura de Louis Burleigh Bruhl para anunciar tanto el libro como el servicio ferroviario.

Otros reclamos publicitarios que presentó el Cornish Riviera Express fueron un rompecabezas y una conferencia con diapositivas que podían ser alquiladas por grupos de personas interesadas en todo el país.

## Lecturas relacionadas
- Anderson, Alan (1953) The Cornish Riviera Express: Paddington to Penzance. Leicester: Brockhampton Press
- Winchester, Clarence, ed. (19 de julio de 1935). «The Cornish Riviera Express». Railway Wonders of the World: 773-778., relato contemporáneo del expreso